# حسن فضل الله
حسن فضل الله، نائب في مجلس النواب اللبناني.

## ولادته
ولد في بلدة عيناتا من بلدات جبل عامل (جنوب لبنان) قضاء بنت جبيل في العام 1967.

## دراسته
- تلقى علومه الأولية والثانوية في عدة مدارس في بلدته وبيروتش، وأنهاها في ثانوية برج البراجنة الرسمية سنة 1985.
- دخل كلية الإعلام في الجامعة اللبنانية، ونال إجازة في الصحافة في سنة 1989.
- نال ماجستيراً في التربية من جامعة القديس يوسف سنة 1999.
- نال شهادة دكتوراه من جامعة القديس يوسف في بيروت (اليسوعية)2009
- أستاذ محاضر في الجامعة اللبنانية كلية الاعلام لمرحلة الدراسات العليا

## عمله
- شغل منصب مدير الأخبار، والمدير العام لإذاعة النور 1988 ـ 1998
- ومدير أخبار تلفزيون المنار 2001 ـ 2005
- رئيس تحرير جريدة العهد سنة 1995.
- له مشاركات في الصحف والمجلات اللبنانية والعربية.

## مؤلفاته
له بعض المؤلفات منها:
- الخيار الآخر، سيرة حزب الله، 1994.
- حرب الإرادات، صراع المقاومة والاحتلال، 1997.
- سقوط الوهم، هزيمة الاحتلال، 2001.
- حزب الله والدولة في لبنان 2015

## أسرته
متأهل من سيدة من آل الفقيه ولهما: محمد ويوسف وآية وجواد

## في النيابة والسياسة
- عين عضوا في المجلس السياسي في حزب الله في دورتين متتاليتين (1998 ـ 2004).
- انتخب نائبا عن أحد المقاعد الشيعية في قضاء بنت جبيل التي جرت في العام 2005، وأعيد انتخابه في العام 2009 ميلادي.
- رئيس لجنة الاعلام والاتصالات في المجلس النيابي وعضو في لجنة المال والموازنة والتربية والتعليم العالي والثقافة.